# Meshach Taylor

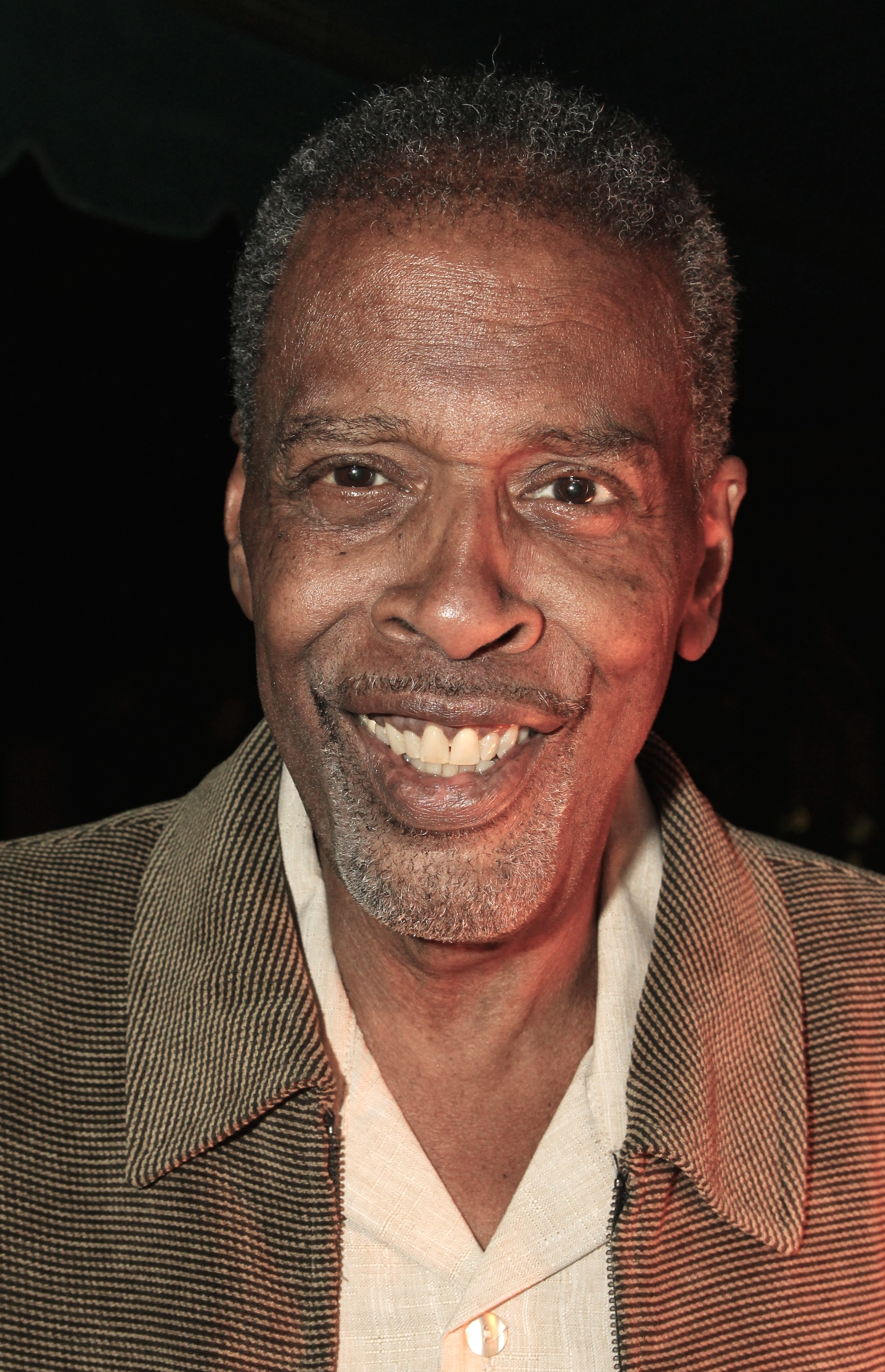
Meshach Taylor, 2014

Meshach Taylor (* 11. April 1947 in Boston, Massachusetts; † 28. Juni 2014 in Altadena, Kalifornien) war ein US-amerikanischer Schauspieler.

## Leben und Karriere
Die Eltern von Taylor waren beide Professoren. Er machte seinen Abschluss an der Florida A&M University im Jahr 1993.
Meshach Taylor erhielt 1977 einen Joseph Jefferson Award für seine Darbietung im Stück Sizwe Banzi is Dead am Goodman Stage II Theatre in Chicago, Illinois. Für die gleiche Auszeichnung erhielt er 1979 eine Nominierung für das Stück Native Son am selben Theater.
Sein erstes Engagement vor der Kamera war der Film Damien – Omen II, die Fortsetzung von Das Omen als Dr. Kane. Anschließend spielte er in Michael Crichtons Thriller Coma mit. Dabei waren Geneviève Bujold als Dr. Susan Wheeler und Michael Douglas als Dr. Mark Bellows in den Hauptrollen zu sehen. In der Folge Blinde Rage der dritten Staffel der Fernsehserie Der unglaubliche Hulk, hatte Taylor seinen ersten Fernsehauftritt. Dabei stand er gemeinsam mit dem Hulk-Darsteller Lou Ferrigno und Bill Bixby als Dr. Bruce Banner vor der Kamera. Im Mai 1981 war er in der letzten Folge der neunten Staffel von M*A*S*H als Sanitäter zu sehen. Noch im selben Jahr war er in dem Horrorfilm, von Joe Dante, Das Tier zu sehen. Im Jahr 1983 sah man ihn in 26 Folgen als Tony in der US-amerikanischen Sitcom Buffalo Bill. Dabei spielte Dabney Coleman die Titelrolle. Im Science-Fiction-Abenteuer Explorers – Ein phantastisches Abenteuer (1985) erhielt er eine Nebenrolle, wobei die beiden damals 15-jährigen Ethan Hawke und River Phoenix eine Hauptrolle erhielten.
In der US-amerikanischen Sitcom Golden Girls ist Meshach Taylor in der Folge The Engagement als Polizist zu sehen. Anschließend hatte er einen Gastauftritt in der Serie Alf. In der Fernsehserie Polizeirevier Hill Street verkörperte er zwei Rollen in den Jahren 1982 und 1986. In dem Filmdrama Inside Out erhielt er die Nebenrolle des Freddy und man sah ihn mit Elliott Gould vor der Kamera. In dem Thriller The Last Innocent Man, mit Ed Harris in der Hauptrolle, war er als Crosby zu sehen. Taylor verkörperte die Rolle des Hollywood in der Komödie Mannequin, neben Andrew McCarthy, Kim Cattrall und James Spader und in der Fortsetzung.

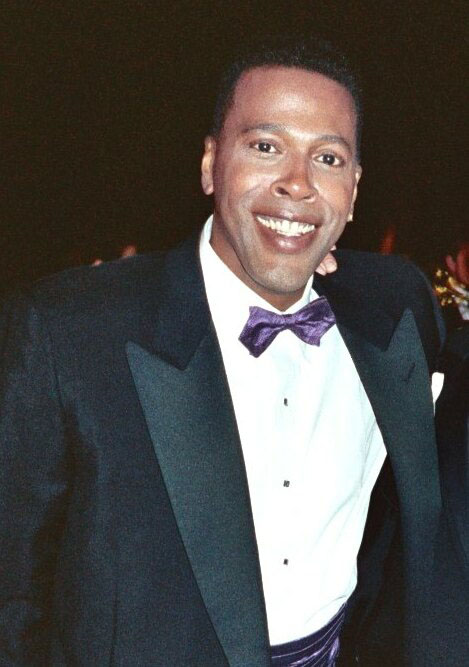
Meshach Taylor, 1989

Als Anthony Bouvier sah man ihn in 145 Folgen der Serie Mann muss nicht sein. Anschließend verkörperte Meshach Taylor in der Sitcom Immer Ärger mit Dave den Schönheitschirurg Dr. Sheldon Baylor und den besten Freund von Harry Andersons Figur in 91 Folgen. Im Jahr 1993 stand er als Mr. N in dem Familienfilm Halloween Twins, jetzt hexen sie doppelt, mit Mary-Kate und Ashley Olsen in den Hauptrollen, vor der Kamera. Anschließend folgten Fernsehauftritte als Agent von Lea Thompsons Figur Caroline in Caroline in the City (1996), als Busfahrer in Die Biber Brüder (1998), in The Unit – Eine Frage der Ehre (2006) und Hannah Montana (2008).
1998 hatte er sein Broadway-Debüt als Lumiere in Die Schöne und das Biest, wo er an der Seite von Toni Braxton spielte.
Taylor war seit 1983 mit Bianca Ferguson verheiratet und wurde mit ihr Vater von drei Kindern. Zudem entstammt ein weiteres Kind einer vorherigen Beziehung. Er starb an den Folgen einer Krebserkrankung.

## Auszeichnungen
- 1989: Emmy-Award-Nominierung in der Kategorie Best Supporting Actor in Comedy Series als Anthony Bouvier in Mann muss nicht sein

## Filmografie (Auswahl)

### Filme
- 1978: Damien – Omen II (Damien: Omen II)
- 1978: Coma
- 1981: Das Tier (The Howling)
- 1982: The Haircut
- 1984: Explorers – Ein phantastisches Abenteuer (Explorers)
- 1986: One More Saturday Night
- 1986: Angst und Einsamkeit (Inside Out)
- 1987: Mannequin
- 1987: Die Nachtschwärmer – The Allnighter
- 1990: Ultra Warrior
- 1991: Mannequin 2 – Der Zauber geht weiter (Mannequin Two: On the Move)
- 1993: Halloween Twins, jetzt hexen sie doppelt (Double, Double, Toil and Trouble)
- 1995: Ärztinnen – Auf Leben und Tod (Nothing Lasts Forever, Fernsehfilm)
- 2011: Hyenas

### Fernsehen
- 1978: Barnaby Jones (Folge 7x07)
- 1979: Der unglaubliche Hulk (The Incredible Hulk, Folge 3x02, Blinde Rage)
- 1981: M*A*S*H
- 1982 und 1986: Polizeirevier Hill Street (Hill Street Blues, Fernsehserie, zwei Folgen)
- 1983–1984: Buffalo Bill (Fernsehserie, 26 Folgen)
- 1985: Golden Girls (Fernsehserie, 1 Folge)
- 1986–1993: Mann muss nicht sein (Designing Women, Fernsehserie, 145 Folgen)
- 1993–1997: Immer Ärger mit Dave (Dave’s World, Fernsehserie, 91 Folgen)
- 1996: Caroline in the City
- 2004–2007: Neds ultimativer Schulwahnsinn (Ned’s Declassified School Survival Guide , 23 Folgen)
- 2006: The Unit – Eine Frage der Ehre (The Unit)
- 2008: Hannah Montana
- 2012–2014: Criminal Minds (2 Folgen)